# Belimo Holding

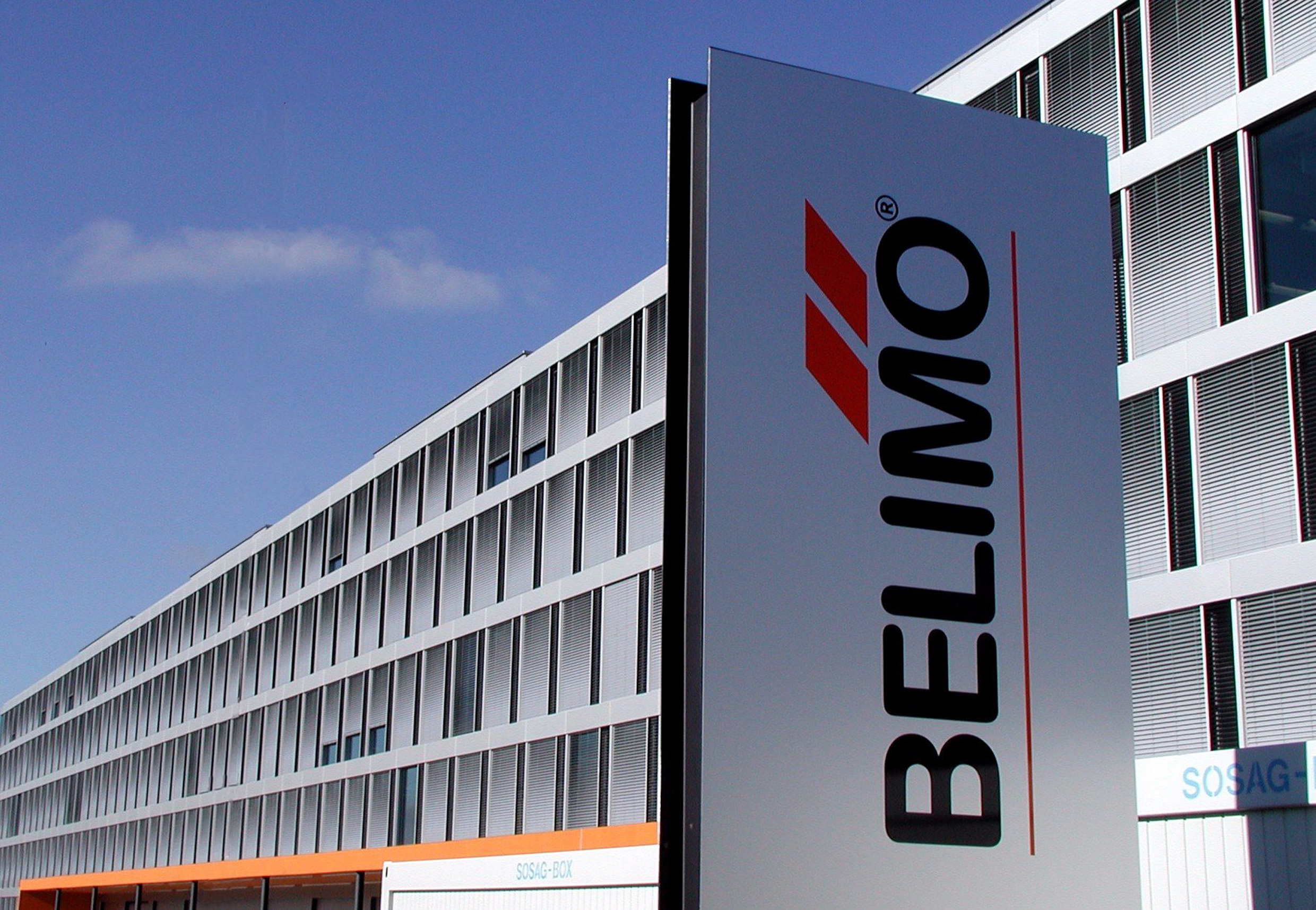
Hauptsitz von Belimo in Hinwil

Die Belimo Holding AG (Eigenschreibweise BELIMO) mit Sitz in Hinwil ist eine international tätige Schweizer Unternehmensgruppe im Bereich elektrischer Antriebslösungen in der Heizungs-, Lüftungs- und Klimatechnik.
Das Unternehmen beschäftigt rund 2400 Mitarbeiter und erwirtschaftete 2024 einen Umsatz von 944 Millionen Schweizer Franken. Der Eigenfinanzierungsgrad beträgt 76 %. Die Belimo Holding AG ist an der Schweizer Börse SIX Swiss Exchange kotiert und im SMI-MID-Index enthalten.

## Geschichte
Das Unternehmen wurde 1975 als Belimo Automation AG in Gossau ZH von ehemaligen Mitarbeitern der Stäfa Control Systems (SCS) gegründet. SGS war zuvor ebenfalls mit Regelungen für die Klimatechnik tätig gewesen. „Belimo“ ist ein Akronym aus den drei Tätigkeiten beraten, liefern und montieren. Belimo spezialisierte sich von Beginn weg auf Antriebssysteme, welche 1976 erstmals ausgeliefert wurden. Dabei wurde die Serienfertigung der ersten Klappantriebe bereits ausgelagert und die dazu verwendeten Elektromotoren aus Japan zugekauft. Die Herstellung der verwendeten Komponenten wird generell Zulieferfirmen überlassen.
1979 wurde der Hauptsitz nach Wetzikon verlegt. 1977 gründete das Unternehmen seine erste Vertriebsgesellschaft in Deutschland.
Mitte der 1980er Jahre wurden aus den bestehenden Vertretungen in England, Finnland, Norwegen, Österreich, Dänemark, Frankreich, Schweden und Holland unabhängige Vertriebsgesellschaften. 1988 expandierte das Unternehmen mit der Gründung der Belimo Air Controls, Inc. in die Vereinigten Staaten. Diese Tochterfirma baute nicht nur den Vertrieb in den USA auf, sondern führte später eigene Entwicklungen durch.
In den 1990er Jahren gründete Belimo verschiedene Tochtergesellschaften: 1990 in Spanien, 1993 und 1994 in Österreich, Grossbritannien und Frankreich, 1995 in Kanada und 1997 in Hongkong. In der Zwischenzeit wurde die Belimo Automation AG durch den 1995 durchgeführten Börsengang zu einer Publikumsgesellschaft. 1998 wurde der Firmenname in „Belimo Holding AG“ geändert.
Die internationale Expansion setzte sich in den 2000er Jahren mit der Gründung von Tochtergesellschaften in Singapur, Polen, Australien und Indien fort.
Im November 2002 bezog das Unternehmen sein neues Produktions- und Verwaltungsgebäude in Hinwil und legte damit alle Standorte im Zürcher Oberland zusammen. Gleichzeitig wurde der Firmensitz von Wetzikon nach Hinwil verlegt.
Um ein weiteres Wachstum in der Marktregion Amerika zu ermöglichen, wurde der Standort in Danbury, Connecticut, ausgebaut. Der Neubau wird seit 2014 als Produktions-, Logistik- und Verwaltungsgebäude genutzt.
Als weitere Investition erfolgte 2014/2015 eine Gebäudeerweiterung für die Logistik in Hinwil (Schweiz).
Seit 2020 existiert ein Aktienbeteiligungsprogramm für Mitarbeitende. Die Mitarbeitenden können zu Vorzugskonditionen Aktien von Belimo erwerben. Vorerst gilt dieses Programm in der Schweiz, in den USA und in Hongkong.
Im Dezember 2020 übernahm Belimo die kanadische Firma Opera Electronics, Inc. in Montreal. Diese Firma stellt ein Sortiment von Sensoren her, welche Gase detektieren und die Luftqualität überwachen.
Die 2022 gegründete Belimo Climate Foundation bezweckt die Reduzierung des CO2-Ausstosses von Gebäuden. Sie unterstützt nur Projekte, welche ohne Förderung durch die Stiftung nicht realisiert werden könnten und dem Gemeinwohl dienen.